# Геза Даруварі
Геза Даруварі (нім. Géza Daruváry de Daruvár) (12 січня 1866, Будапешт — 3 серпня 1934, Будапешт) — австро-угорський дипломат. Консул Австро-Угорщини в Києві (1900—1902). Міністр закордонних справ Угорщини (1922—1924).

## Життєпис
Народився 12 січня 1866 року. Він вивчав право у Будапешті та Лейпцигу. Після короткого правової та судової практики в 1891 році, він був призначений помічником міністром юстиції. З 1895 року на дипломатичній службі, працював на посадах віце-консула в Одесі, Софії, Белграді, Салоніках, Києві (1900—1902), Амстердамі, Франкфурті. У 1905 році призначений на урядову службу, а в 1910 році був призначений на керівником кабінету міністрів.
Був угорським політиком, який працював міністром закордонних справ у період з 1922 по 1924 рр. Іштван Бетлен призначив його міністром юстиції у 1922 році. Як міністр закордонних справ він хотів встановити зв'язок з Радянським Союзом (торгівля та дипломатія), але Даруварі не досяг жодних результатів.

## Автор праць
- Daruváry Géza: A mentelmi jogról. tudori értekezés. (Budapest, 1890)